# Messale di Leofric

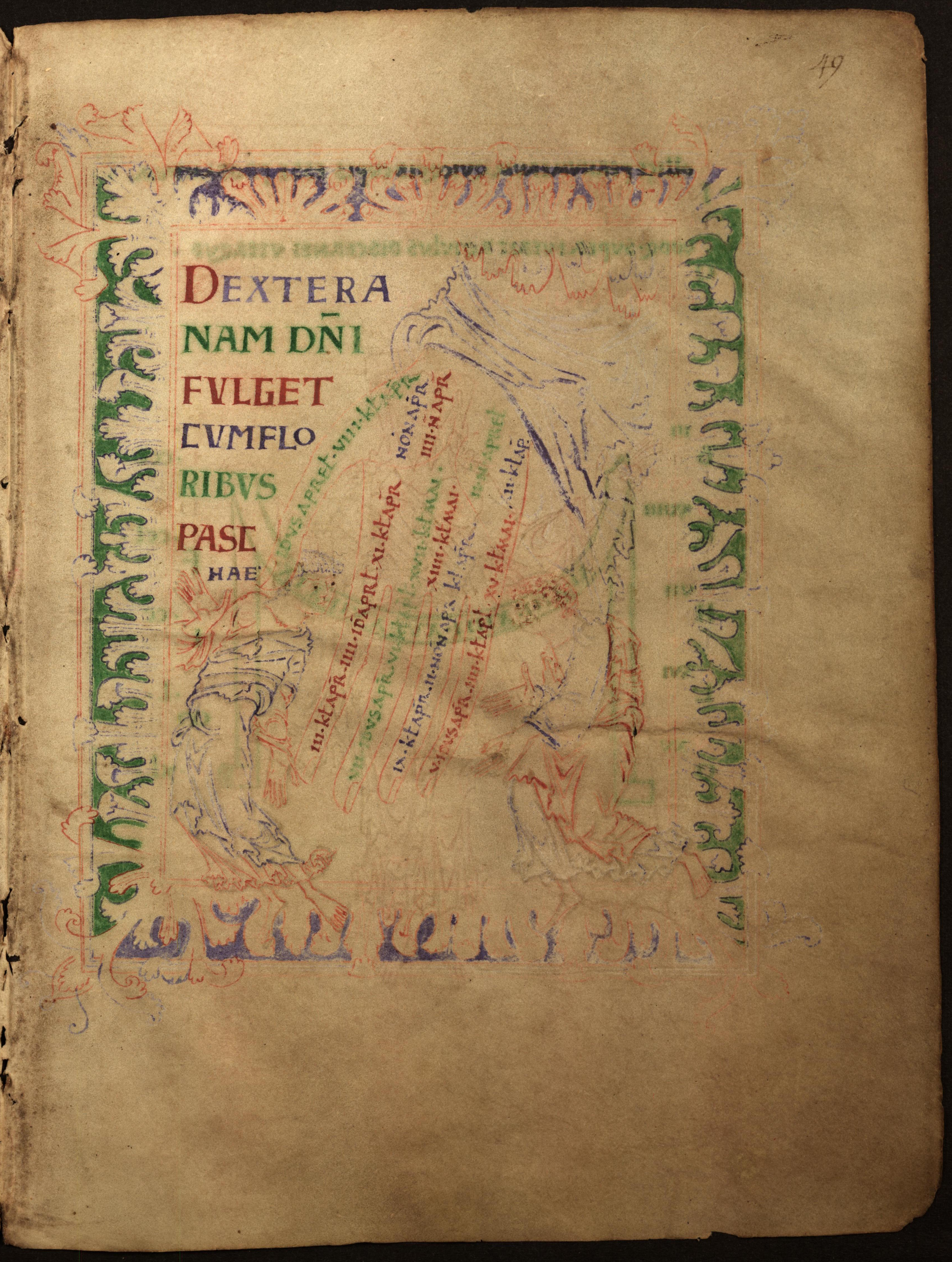
Pagina del Messale di Leofric

Il Messale di Leofric è un manoscritto miniato, non strettamente un tradizionale Messale, del X e XI secolo, ora nella Biblioteca Bodleiana dell'Università di Oxford dove è catalogato come Bodley 579.

## Storia
Le origini del manoscritto risalgono al 900 circa, quando in Lotaringia fu realizzato un sacramentario. A queste parti anglosassoni furono aggiunte, durante il X e l'XI secolo, un calendario delle feste della chiesa, nonché altre informazioni sulla celebrazione della Messa e alcuni documenti legali in inglese antico. L'ultima di queste aggiunte risale all'episcopato di Leofric, che fu vescovo di Exeter dal 1050 al 1072.
Il Messale ha preso il nome dalla dedica sul primo foglio (f) dalla quale risulta che il libro venne donato da Leofric alla sua cattedrale. Questo è scritto con una mano di scriba dell'XI secolo, che è stata identificata come originaria della Cattedrale di Exeter.
Il Messale si compone di tre sezioni fondamentali. La prima, denominata "A", da uno dei curatori del manoscritto, F.E. Warren, è il sacramentario, realizzato probabilmente nell'ultima metà del IX secolo. Contiene una grande iniziale (f 154 verso (v)) con teste e intrecci umani e animali che si pensa sia stata aggiunta in Inghilterra nella prima metà del X secolo.
Warren chiamò la seconda sezione "B" e la identificò come 21 fogli di materiale relativo a un calendario, e altro materiale e quattro pagine di illustrazioni su entrambi i lati dei fogli 49 e 50. Queste illustrazioni, che sono a piena pagina e per lo più disegni in diversi colori di inchiostro, furono aggiunte intorno al 970 in Inghilterra in uno stile diverso dall'iniziale della sezione A. Sono un primo esempio dell'influenza della scuola di Reims che faceva parte della formazione dello stile Winchester attraverso opere come il Salterio di Utrecht. Il loro stile è stato paragonato al manoscritto Winchester leggermente precedente, al Benedizionale di Sant'Etelvoldo, sebbene le miniature siano per lo più completamente dipinte. Il foglio 49r raffigura la Mano di Dio che dà il ciclo pasquale, seguito da pagine che mostrano le figure in piedi di Vita e Mors ("Vita" e "Morte"), che illustrano la Sfera apuleiana, un metodo di divinazione per scoprire se un paziente vivrà o morirà, che ebbe origine nell'Egitto copto. Il foglio 50 v ha diagrammi con decorazioni e un busto in un tondo che mostra il calcolo della data di Pasqua. C'è una decorazione, in un caso un bordo completo, di foglie d'acanto, e tutti i disegni sono molto sbiaditi. L'intera sezione "B" sembra aver avuto origine presso l'Abbazia di Glastonbury e sembra aver formato un insieme coerente. La mancata menzione di Edoardo il Martire, morto nel 979, collocherebbe l'aggiunta di questo materiale antecedente a tale data.
Il resto del manoscritto, chiamato "C" da Warren, è una raccolta di una varietà di testi scritti da oltre trenta scribi diversi nel corso del X e dell'XI secolo. Le informazioni si riferiscono alla Messa, alle manomissioni e ad altre note e sono state tutte scritte da scribi inglesi. L'informazione "C" non è in un blocco coerente, in quanto non solo è aggiunta all'inizio e alla fine del manoscritto, ma occupa anche spazi vuoti nelle altre due sezioni.
Warren suggerì che la sezione "A" fosse stata portata da Leofric in Inghilterra nel 1040, quando tornò dal continente. Warren ha ritenuto che Leofric abbia poi aggiunto "B", che era un manoscritto preesistente da lui acquisito, e "C", che erano note che Leofric aveva accumulato. Altri studiosi, tuttavia, incluso Robert Desham, ritengono che la sezione "A" fosse in Inghilterra intorno al 940 circa. Desham sostiene quindi che "B" è stato composto specificamente prima del 979 per aggiornare un sacramentario straniero e più antico. La "C", secondo Desham, fu composta nel tempo durante il X e l'XI secolo, e quindi Leofric ebbe poca influenza nella creazione del Messale.